# Jenne Langhout
Jenne Langhout (Giacarta, 27 settembre 1918 – 29 marzo 2010) è stato un hockeista su prato olandese.

## Palmarès

### Olimpiadi
- Bronzo a Londra 1948 nell'hockey su prato.